# ۱۹۹۲

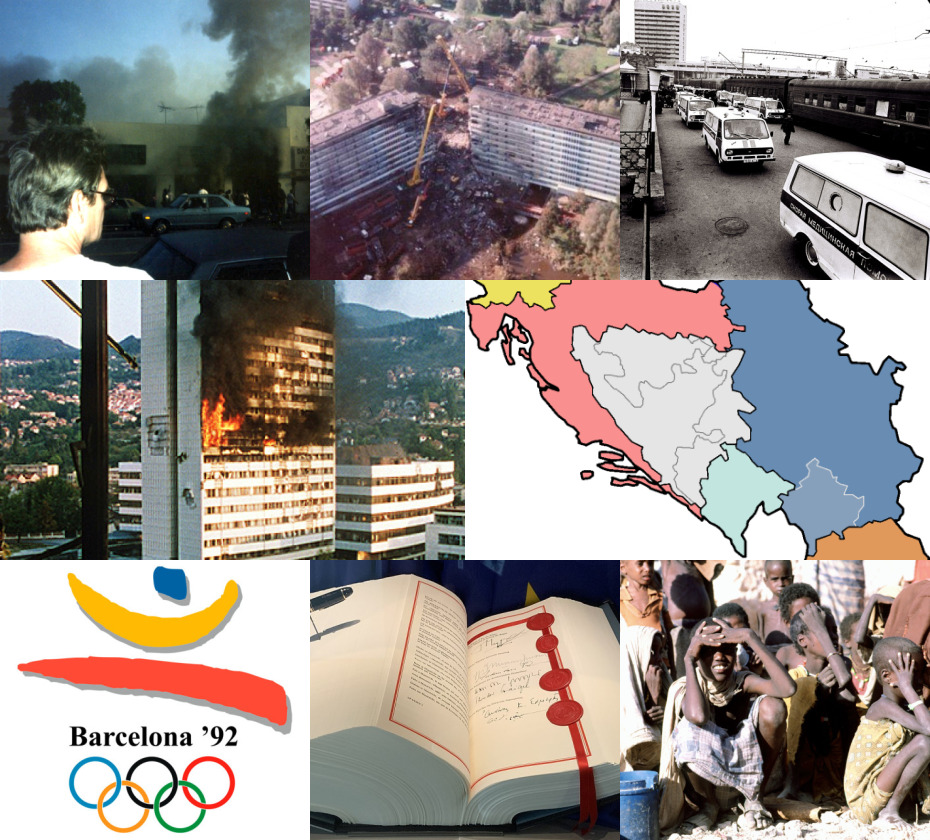

سال ۱۹۹۲ (هزار و نهصد و نود و دو) میلادی، دومین سال از دهه ۱۹۹۰ در اواخر سده ۲۰ میلادی بود. بر اساس تقویم گریگوری سال مذکور یک سال کبیسه با ۳۶۶ روز بود.

## نامگذاری‌ها
در تقویم چینی این سال سال میمون نام گرفته‌است.

## رویدادها
کنسرت بزرگداشت فردی مرکوری خواننده نوازنده و ترانه نویس بریتانیایی
تجزیه شدن چکسلواکی - و به وجود آمدن کشور هایی چون:
جمهوری چک
و
اسلواکی.
فروپاشی یوگسلاوی - و به وجود آمدن کشور هایی چون:
کرواسی
.
مقدونیه
.
اسلوونی
.
کوزوو
.
مونته‌نگرو
.
بوسنی و هرزگوین
و
صربستان

## ژانویه
- ۱ ژانویه - انتصاب پتروس غالی به دبیری سازمان ملل متحد.

## ژوئن
- ۸ ژوئن - گرامیداشت نخستین روز جهانی اقیانوس.

## زادروزها
- ۵ فوریه - نیمار : فوتبالیست مشهور برزیلی .
- ۱۱ فوریه - تیلور لاتنر، بازیگر آمریکایی
- ۲۳ نوامبر -  مایلی سایرس،خواننده،بازیگر آمریکایی
- ۲۲ ژوئیه -  سلنا گومز،خواننده،بازیگر آمریکایی
- ۱ ژانویه – جک ویلشر، بازیکن فوتبال بریتانیایی
- ۱۷ ژانویه – نیت هارتلی، بازیگر آمریکایی
- ۱۵ فوریه – گریر گرامر، بازیگر آمریکایی
- ۱۷ فوریه – میگان جت مارتین، بازیگر و خواننده آمریکایی
- ۱۰ مارس – امیلی آسمنت، خواننده-ترانه‌سرا، بازیگر، خواننده، و صداپیشه آمریکایی
- ۷ آوریل – آلکسیس جردن، خواننده و بازیگر آمریکایی
- ۸ آوریل – شلبی یونگ، بازیگر آمریکایی
- ۱۲ آوریل – جیورجیو کانتارینی، بازیگر ایتالیایی
- ۲۸ آوریل – باکسی، یک ستاره اینترنتی آمریکایی است که بخاطر ویدئوهای اینترنتی پر انرژی‌اش شناخته می‌شود
- ۷ مه – الکساندر لودویگ، بازیگر و خواننده کانادایی
- ۱۰ مه – شاریس، خواننده فیلیپینی
- ۱۱ مه – کریستینا مک‌هال، بازیکن تنیس آمریکایی
- ۱۲ مه – مالکوم دیوید کلی، بازیگر آمریکایی
- ۱۸ مه – اسپنسر برسلین، بازیگر آمریکایی
- ۲۴ مه – آگوستین ولوتی، بازیکن تنیس آرژانتینی
- ۳ ژوئن – ماریو گوتسه، بازیکن فوتبال آلمانی
- ۶ ژوئن – هیونا، خواننده و مدل اهل کشور کره جنوبی
- ۹ ژوئن – توان فان خنت، دوچرخه‌سوار اهل هلند
- ۱۰ ژوئن – کیت آپتون، بازیگر و مدل آمریکایی
- ۱۴ ژوئن – داریل سابارا، بازیگر آمریکایی
- ۲۹ ژوئن – آدام جی. سوانی، بازیگر آمریکایی
- ۹ ژوئیه – داگلاس بوث، بازیگر بریتانیایی
- ۱۵ ژوئیه – عبدالله ناصر، بازیکن فوتبال اهل امارات متحده عربی
- ۱۲ اوت – کارا دلیوینیه، مدل بریتانیایی
- ۱۶ اوت – دیه‌گو سباستین شوارتزمن، بازیکن تنیس و ورزشکار آرژانتینی
- ۲۷ اوت – کیم پتراس، خواننده آلمانی
- ۲۰ سپتامبر – صفورا علیزاده، خواننده اهل جمهوری آذربایجان
- ۳۰ سپتامبر – ازرا میلر، بازیگر آمریکایی
- ۹ اکتبر – تایلر جیمز ویلیامز، بازیگر آمریکایی
- ۱۲ اکتبر – جاش هاچرسون، بازیگر آمریکایی
- ۱۵ اکتبر – وینسنت مارتلا، صداپیشه، بازیگر، و خواننده آمریکایی
- ۱۷ اکتبر – جیکوب آرتیست، بازیگر آمریکایی
- ۳۱ اکتبر – ونسا مارانو، بازیگر آمریکایی
- ۱۰ نوامبر – ویلفرد زاها، بازیکن فوتبال بریتانیایی
- ۱۸ نوامبر – نیتن کرس، بازیگر آمریکایی
- ۲۹ نوامبر – دیوید لمبرت (هنرپیشه)، بازیگر آمریکایی
- ۱۴ دسامبر – ریو میایچی، بازیکن فوتبال ژاپنی
- ۲۳ دسامبر – اسپنسر دنیلز، بازیگر آمریکایی

## درگذشتگان
- ۱ ژانویه - گریس هاپر، ریاضی‌دان و دانشمند علوم کامپیوتر آمریکایی
- ۹ مارس - مناخم بگین، ششمین نخست‌وزیر اسرائیل و برندهٔ جایزهٔ صلح نوبل
- ۲۳ مارس - فریدریش فون هایک، اقتصاددان اتریشی
- ۴ آوریل - ساموئل رشفسکی، استاد بزرگ شطرنج آمریکایی
- ۶ آوریل - ایزاک آسیموف نویسنده کتابهای علمی - تخیلی.
- ۲۷ آوریل - الیویه مسیان، آهنگساز و نوازندهٔ فرانسوی
- ۶ مه - مارلین دیتریش، هنرپیشهٔ آلمانی
- ۲۳ مه - جیووانی فالکونه، قاضی ایتالیایی درگیر با مافیا (در انفجار بمب کشته شد)
- ۲۳ مه - آتاهوآلپا یوپانکی، خواننده، ترانه‌نویس، گیتاریست و نویسنده‌ٔ آرژانتینی
- ۱۵ ژوئن - لف گومیلیف، تاریخدان و شاعر روس
- ۲۸ ژوئن - میخائیل تال، قهرمان شطرنج جهان روس
- ۱۲ اوت - جان کیج، آهنگساز آمریکایی
- ۵ نوامبر - یان اورت، ستاره‌شناس هلندی
- ۳۰ نوامبر - پیتر بلوم، نقاش و مجسمه‌ساز آمریکایی
- ۲۱ دسامبر - آلبرت کینگ، خواننده و گیتاریست بلوز آمریکایی
- ۳ ژانویه – جودیت اندرسون، بازیگر استرالیایی (ز. ۱۸۹۷)
- ۲۶ ژانویه – خوزه فرر، بازیگر آمریکایی (ز. ۱۹۱۲)
- ۲۹ ژانویه – ویلی دیکسون، خواننده-ترانه‌سرا آمریکایی (ز. ۱۹۱۵)
- ۱۰ فوریه – آلکس هیلی، ژورنالیست، نویسنده، و تاریخ‌نگار آمریکایی (ز. ۱۹۲۱)
- ۱۱ فوریه – ری دانتون، بازیگر و کارگردان آمریکایی (ز. ۱۹۳۱)
- ۱۳ فوریه – دورتی تری، بازیگر آمریکایی (ز. ۱۹۰۶)
- ۲ مارس – سندی دنیس، بازیگر آمریکایی (ز. ۱۹۳۷)
- ۳ مارس – رابرت بیتی، بازیگر کانادایی (ز. ۱۹۰۹)
- ۱۳ مارس – جوزف اندرسون، سیاست‌مدار آمریکایی (ز. ۱۸۸۹)
- ۱۷ مارس – جک آرنولد (کارگردان)، تهیه‌کننده و کارگردان آمریکایی (ز. ۱۹۱۲)
- ۲۰ مارس – ژرژ دلرو، آهنگساز فرانسوی (ز. ۱۹۲۵)
- ۲۵ مارس – نانسی واکر، بازیگر و کارگردان آمریکایی (ز. ۱۹۲۲)
- ۲ آوریل – خوان گومز، بازیکن فوتبال اسپانیایی (ز. ۱۹۵۴)
- ۱۶ آوریل – نویل برند، بازیگر آمریکایی (ز. ۱۹۲۰)
- ۲۰ آوریل – بنی هیل، بازیگر و کمدین بریتانیایی (ز. ۱۹۲۴)
- ۲۸ آوریل – فرانسیس بیکن (نقاش)، نقاش ایرلندی (ز. ۱۹۰۹)
- ۲۹ آوریل – می کلارک، بازیگر آمریکایی (ز. ۱۹۱۰)
- ۳ مه – جرج مورفی، بازیگر و سیاست‌مدار آمریکایی (ز. ۱۹۰۲)
- ۱۰ مه – جان لوند (هنرپیشه)، بازیگر آمریکایی (ز. ۱۹۱۱)
- ۱۲ مه – رابرت رید، بازیگر آمریکایی (ز. ۱۹۳۲)
- ۱۸ مه – مارشال تامپسون، بازیگر آمریکایی (ز. ۱۹۲۵)
- ۳۰ مه – کارل کارستنس، سیاست‌مدار آلمانی (ز. ۱۹۱۴)
- ۳ ژوئن – رابرت مورلی، بازیگر بریتانیایی (ز. ۱۹۰۸)
- ۱۹ ژوئن – کاتلین مک‌کین گادفری، بازیکن تنیس و بازیکن بدمینتون بریتانیایی (ز. ۱۸۹۶)
- ۲۷ ژوئن – آلان جونز (هنرپیشه)، بازیگر آمریکایی (ز. ۱۹۰۷)
- ۲ ژوئیه – کامرون د لا ایسلا، کمارون ده له ایسلا (ز. ۱۹۵۰)
- ۲۴ ژوئیه – آرلتی، بازیگر و خواننده فرانسوی (ز. ۱۸۹۸)
- ۲۶ ژوئیه – ماری ولز، خواننده آمریکایی (ز. ۱۹۴۳)
- ۹ اوت – فریدون فرخزاد، شاعر، خواننده، و آهنگساز ایرانی (ز. ۱۹۳۶)
- ۲۱ سپتامبر – بیل ویلیامز (هنرپیشه)، بازیگر آمریکایی
- ۶ اکتبر – دنهلم الیوت، بازیگر بریتانیایی (ز. ۱۹۲۲)
- ۱۶ اکتبر – شرلی بوت، بازیگر آمریکایی (ز. ۱۸۹۸)
- ۲۱ اکتبر – جیم گریسون، وکیل آمریکایی (ز. ۱۹۲۱)
- ۲ نوامبر – هال روچ، بازیگر، تهیه‌کننده، و کارگردان آمریکایی (ز. ۱۸۹۲)
- ۱۰ نوامبر – چاک کانرس، بازیکن بیسبال، بازیگر، بازیکن بسکتبال، و ورزشکار آمریکایی (ز. ۱۹۲۱)
- ۱۴ نوامبر – دانت جانلو، دوچرخه‌سوار اهل فرانسه (ز. ۱۹۱۲)
- ۱۹ نوامبر – دیان وارسی، بازیگر آمریکایی (ز. ۱۹۳۸)
- ۲۲ نوامبر – استرلینگ هالووی، صداپیشه و بازیگر آمریکایی (ز. ۱۹۰۵)
- ۲۳ نوامبر – روی ایکاف، خواننده-ترانه‌سرای اهل ایالات متحده آمریکا (ز. ۱۹۰۳)
- ۲۶ نوامبر – جان شارپ، بازیگر اهل بریتانیا (ز. ۱۹۲۰)
- ۹ دسامبر – وینسنت گاردنیا، بازیگر آمریکایی (ز. ۱۹۲۰)
- ۱۷ دسامبر – دانا اندروز، بازیگر آمریکایی (ز. ۱۹۰۹)